# 坎斯
坎斯（法語：Quins，法語發音：[kɛ̃s]）是法国阿韦龙省的一个市镇，属于罗德兹区。

## 地理
坎斯（44°13'57"N, 2°22'22"E）面积38.46 平方千米，位于法国奧克西塔尼大區阿韦龙省，该省份为法国南部内陆省份，位于法國中央高原南部，北起顺时针与康塔爾省、洛泽尔省、加尔省、埃罗省、塔恩省、塔恩-加龙省和洛特省接壤。
与坎斯接壤的市镇（或旧市镇、城区）包括：康布拉泽、康雅克、巴拉克维尔、格拉蒙、诺塞勒、鲁埃格地区索沃泰尔。

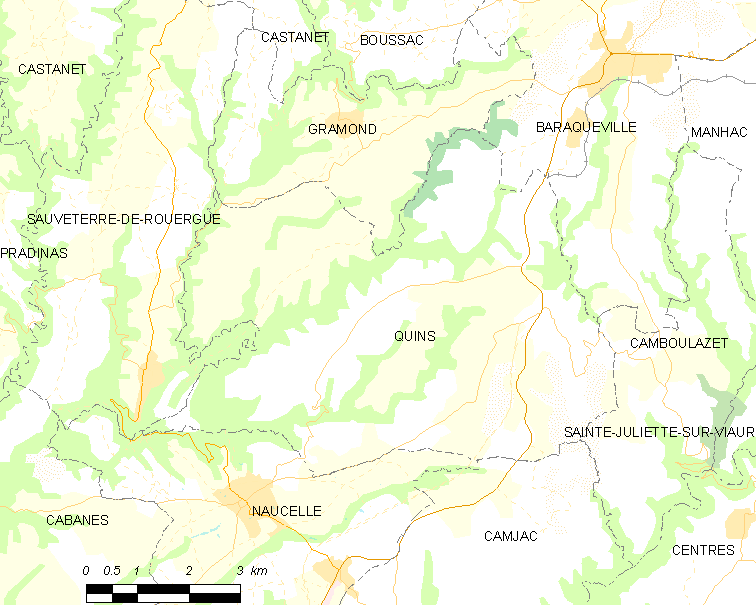
坎斯的OSM定位图

坎斯的时区为UTC+01:00、UTC+02:00（夏令时）。

## 行政
坎斯的邮政编码为12800，INSEE市镇编码为12194。

## 政治
坎斯所属的省级选区为塞奥尔-塞加拉县。

## 人口

1962-2008年间坎斯人口变化图示

坎斯于2022年1月1日时的人口数量为885人。